# 마리오 파워 사커
《마리오 파워 사커》(일본어: マリオストライカーズ チャージド, 영어: Mario Strikers Charged)는 닌텐도가 개발한 Wii 스포츠 게임이다.

## 캐릭터

### 캡틴
- 마리오
- 피치
- 동키콩
- 와루이지
- 루이지
- 와리오
- 쿠파
- 요시
- 데이지

### 잠금 캡틴
- 쿠파주니어
- 디디콩
- 뻐끔왕

### 사이드키커
- 엉금엉금
- 키노피오
- 와르르
- 부끄부끄
- 캐서린
- 해머브러스
- 쪼르뚜
- 헤이호

### 골키퍼
- 크리터

## 스킬
M.마리오:불꽃 슛
L.루이지:은발 슛
P.피치 공주:천사 슛
D.데이지 공주:얼음 손 슛
B.쿠파:불손 슛
JR.쿠파주니어:고음 슛
W.와리오:꿀꺽 슛
Г.와루이지:장미 줄기 슛
DK.동키콩:전기 슛
DD.디디콩:금꼬리 슛
Y.요시:바람 슛
PA.뻐끔왕:바람고음 슛

## 같이 보기
- 마리오 시리즈의 연도별 목록